# Koczkurowo (rejon poczinkowski)
Koczkurowo (ros. Кочкурово, erzja Кочкур веле) – wieś (ros. село, trb. sieło) w środkowej Rosji w Rejonie poczinkowskim Obwodu niżnonowogrodzkiego.
W 2010 r. miejscowość zamieszkiwało 1109 osób.
Tu urodził się Grigorij Matwiejewicz Kuzniecow (1930–1977), uczestnik Wielkiej wojny ojczyźnianej, Bohater Związku Radzieckiego.